# CODEN
CODEN - d'acord amb la norma ASTM E250 - és un codi alfanumèric bibliogràfic de sis caràcters, que ofereix concisa, única i inequívoca identificació dels títols de publicacions seriades i no seriades de totes les àrees temàtiques.
El CODEN esdevingué un sistema particularment comú en la comunitat científica com un sistema de cites periòdiques esmentada tècnicament —així com en la química— relacionada amb les publicacions i com una eina de cerca en molts de catàlegs bibliogràfics.

## Història
El Coden va ser dissenyat per Charles Bishop quan era a l'Institut d'Investigacions de Malalties Cròniques a la Universitat de Buffalo (part de la Universitat Estatal de Nova York). Va ser inicialment pensat com una ajuda a la memòria per a les publicacions en la seva col·lecció de referència. Bishop va prendre les inicials de les paraules dels títols de les sèries utilitzant per a això un codi, que el va ajudar a organitzar la recollida de publicacions. El 1953 va publicar el seu sistema de documentació, originalment concebut com un codi de quatre dígits; els nombres de volum i números de pàgina s'hi han afegit, a fi de citar i localitzar exactament un article d'una revista. Més tard es va publicar l'any 1957 una nova versió.
Després que Bishop assignàs més de 4000 CODEN, el sistema de quatre dígits CODEN es va desenvolupar des de 1961 per L.E. Kuentzel a la Societat Americana d'Assaig de Materials (ASTM). Així mateix, es va presentar el cinquè dígit per CODEN. Al començament de l'era de les computadores el CODEN es va pensar com una màquina de lectura per al sistema d'identificació de publicacions seriades. En diversos canvis des de 1963, es van registrar CODEN i es van publicar al CODEN de títols de publicacions periòdiques per ASTM, comptant amb uns 128.000 a la fi de 1974.
Tot i que aviat es va reconèixer el 1966 que un cinquè dígits CODEN no seria suficient per a proporcionar a tots els futurs títols de sèrie un CODEN, seguia sent definit com un codi de cinc dígits, tal com figura en la norma ASTM E250, fins a 1972. L'any 1976, la norma ASTM E250-76 es defineix un CODEN de sis dígits.
Amb el començament de l'any 1975, el sistema CODEN fou responsabilitat de la Societat Química Americana (American Chemical Society).
Avui dia, les quatre primeres xifres dels sis dígits CODEN s'han pres de les lletres inicials de les paraules d'un títol de sèrie, seguit d'una cinquena lletra, que consta de les sis primeres lletres (A-F) de l'alfabet, indicant la darrera de quina xarxa s'ha pres el CODEN. El sisè i últim dígit del CODEN és un dígit de control de les altres xifres, que pot ser numèric (2-9) o alfabètic (A-Z). El CODEN sempre utilitza lletres majúscules.
En contrast amb un CODEN de sèrie, els dos primers dígits d'un CODEN assignat a una publicació no periòdica (per exemple, actes de congressos) estan ocupats cadascun amb números aràbics. El tercer i quart dígit de nou està ocupat amb una lletra. El cinquè i sisè dígit correspon a la sèrie CODEN, però difereix en el fet que la cinquena xifra es pren de totes les lletres de l'alfabet.
El 1975, el Servei Internacional CODEN ubicat al Servei de Compendis sobre Química (Chemical Abstracts Service, CAS) es va convertir en responsable del desenvolupament del CODEN. El CODEN s'assigna automàticament a totes les publicacions a les que fa referència la CAS. A petició dels editors del Servei Internacional CODEN també s'assigna a les publicacions no relacionades amb la química. Per aquesta raó el CODEN també es pot trobar en altres bases de dades (per exemple, RTECS, o BIOSIS), i s'assignen també a publicacions o revistes, a les que no es fa referència en el CAS.